# چشم‌انداز (فیلم)
چشم‌انداز (به انگلیسی: Prospect) فیلمی است در ژانر علمی-تخیلی محصول ۲۰۱۸ آمریکا. پدرو پاسکال، سوفی تاچر و جی دپلاس در این فیلم به ایفای نقش پرداخته‌اند. نویسندگی و کارگردانی این فیلم را زیک ارل و کریس کالدول مشترکاً به عهده داشته‌اند.

## داستان
مردی به همراه دختر جوانش برای استخراج گوهرهایی با منشأ گیاهی با یک کپسول فضایی به یک قمر خیالی فرود می‌آیند. پس از مقادیری اکتشاف پدر و دختر متوجهٔ حضور دو معدن‌کاو رقیب می‌شوند و آن دو پدر را که دیمن نام دارد اسیر می‌کنند. دختر پنهان می‌شود و در فرصتی برای نجات پدر دو معدن‌کاو رقیب را غافل‌گیر می‌کند. سرانجام در پی تیراندازی میان دو گروه دمن و یکی از رقیبان کشته می‌شوند. دختر به کپسول فضایی می‌گریزد ولی کپسول خراب شده، کمی پس از آن معدن‌کاو رقیب که نامش اِزرا است به داخل کپسول می‌آید. دختر (که نامش سی است) به بازوی ازرا شلیک می‌کند، ولی سرانجام هر دو نفر به توافق می‌رسند تا برای زنده خارج شدن از آن قمر باید با هم همکاری کنند.